# Revisionsberättelse
Revisionsberättelse är sammanfattningen och huvudprodukten av revisorernas granskning av bokslutet. Revisorn samlar först tillräckligt med underlag och analyserar de finansiella rapporterna, så att de ger en väsentlig och rättvisande bild av företagets verksamhet. Efter detta ger revisorn ut en revisionsberättelse. 
Revisionsberättelsen är en skriftlig rapport riktad till aktieägarna, som understöds av en regelbunden och fullständig dokumentation av revisionen. Revisionsberättelsen skall innehålla ett inledande avsnitt, ett avsnitt om styrelsens samt ledningens ansvar för redovisningen. Dessutom skall en revisionsberättelse innehålla en beskrivning av revisorns uppgifter och plikter, samt revisorns slutsatser. Avslutningsvis innehåller revisionsberättelsen datum och underskrifter. Revisionsberättelsen kan antingen uttalas i standardformat eller som ett modifierat uttalande.

## Uttalande i standardformat, omodifierat uttalande
Revisorn använder sig av en revisionsberättelse i standardformat då de finansiella rapporterna följer lämpliga ramverk (ISA 700) inom alla områden och poster som anses vara väsentliga. Revisionsberättelse i standardformat kan ges då revisorn kan ge alla uttalanden som lagen kräver utan att berättelsen innehåller några tilläggsuppgifter.

### Övriga upplysningar
Revisionsberättelsen följer uttalandet i standardformat, men med en förklaring av poster av särskild betydelse eller enbart övrig information som kan vara avgörande för förståelsen av årsredovisningen. Dessa upplysningar påverkar inte uttalandet. Avsnittet om övriga upplysningar kommer direkt efter konklusionsavsnittet.

## Modifierat uttalande
Då bokslutet inte ger tillräckliga eller riktiga upplysningar om företagets verkliga läge ger revisorn ut en modifierad revisionsberättelse. Revisorn framställer ett modifierat uttalande av revisionsberättelsen då det förekommer begränsningar i revisionen eller då det uppkommer en avvikelse från lagar och ramverk som bör följas vid finansiell rapportering. Begränsningar i revisionen uppkommer då revisorn saknar tillräckligt med lämpliga underlag som skulle kunna stödja konklusionen av revisionen. Då kan revisorn inte dra slutsatsen att de finansiella rapporterna skulle vara felfria, utan väsentliga felaktigheter förekommer. Effekten av dessa felaktigheter är av väsentlig eller till och med av avgörande betydelse. Ett modifierad uttalande kan vara med reservation, inget uttalande eller med avvikande mening.

### Uttalande med reservation
Ett uttalande med reservation publiceras av revisorn då det förekommer felaktigheter som är väsentliga och som kunden inte vill rätta till. Uttalandet uppger då att bortsett från det som revisorn uppmärksammat, är årsredovisningen tillräcklig och innehåller korrekta uppgifter.

### Inget uttalande
Revisorn avstår från att uttala sig då revisorn inte kan få tag på tillräckligt med ändamålsenliga underlag. Dessutom i fall de möjliga effekterna av felaktigheter som inte blivit upptäckta skulle kunna vara av definitiv eller av väsentlig betydelse för konklusionerna.

### Avvikande mening
Revisorn utmärker ett uttalande med avvikande mening då revisorn samlat ihop tillräckligt med lämpliga revisionsbevis och konklusionen att felaktigheterna är både av avgörande betydelse samt väsentliga för den finansiella rapporten.

## ISA - internationella revisionsstandarder
ISA (International Standards on Auditing) är internationella standarder för revision som vägleder revisorn i sitt arbete. För revisionsberättelsen aktualiseras ISA 700 - 799 som handlar om slutsatser och rapportering av revision. ISA 700 handlar om att revisorn ge ett utlåtande om de finansiella rapporterna och hur revisorn ska framställa sina utlåtanden om rapporterna. ISA 706 innehåller instruktioner åt revisorn hur upplysningar av särskild betydelse och övriga uttalanden struktureras i rapporten för att det ska vara lätta att läsa. Informationen som presenteras ska även ha jämförande information enligt ISA 710. Det ska finnas jämförelsetal och jämförande finansiella rapporter till de rapporter som konstrueras.

### Utveckling
För att förbättra revisionsberättelsen har en ny ISA standard skapats. ISA 701 preciserar riskområden i företag samt ger standarden en vägledande bild åt revisorn hur revisionsberättelsens struktur och omfattning ska se ut så att intressenterna lätt kan åskåda vad som är mest väsentligt. Enligt ISA 701-standarden har det skett en förändring i hur bolag ska revidera, med tyngdpunkt på ordningen som punkter ska tas upp och hur saker formuleras.

## Revisionsstandarder
Enligt revisionsstandarder ska revisorn kommunicera med kundföretagets revisionsutskott gällande väsentlig information om revisionen samt skapa en förståelse för villkoren angående revisionsansvaret med utskottet. Standarderna kräver även att revisorn, från revisionsutskottet, hämtar och begär information som behövs vid revisionen och i revisionsberättelsen. Samt gör de tillsammans en revisionsstrategi hur och när revisionen ska göras.

## Revisionsberättelsen enligt Finlands lag
Enligt revisionslagens kapitel 3:5 § ska revisorn för varje räkenskapsperiod göra en revisionsberättelse där bokslutet specificeras och vilka revisionsstandarder som har använts. Berättelsen ska även vara underskriven och daterad av revisorn. Revisorn ger revisionsberättelsen sedan åt företagets styrelse för granskning.
Revisorn ska ta ställning till verksamhetsresultatet och om den ekonomiska ställningen i företaget är rättvisande, om bokslutet och verksamhetsberättelsen upprättats enligt de krav som står i lagen samt att bokslutets och verksamhetsberättelsens uppgifter är enhetliga. Felaktigheter i verksamhetsberättelsen som revisorn upptäcker i samband med revisionen måste revisorn även ta ställning till.
Andra utlåtanden som revisorn ska tillägga i revisionsberättelsen är sådana som baserar sig på revisionen eller något annat som sammanslutningen kräver som exempel bolagsstämman. Tilläggsuppgifter ska även fogas in i revisionsberättelsen om de gäller händelser som revisorn satt speciellt mycket vikt på eller om man kan tvivla på att sammanslutningen inte har förmåga att fortsätta sin verksamhet.
Det har blivit mera viktigt för bolag att redogöra för känsliga samt viktiga områden inom genomförandet av revision. 2016 ändrades revisionslagen i Finland så att verksamhetsberättelsen inte längre är en egentlig del av revisionen. Revisionsberättelsen blev mer informationsrik samt innehållet blev mer klart. Dessutom att beskriva hur viktiga områden behandlas och ytterligare återge väsentliga iakttagelser inom dessa känsliga områden.
Lagen ändrades på grund av ett ökat behov på transparens av revisorns påståenden. Riskområden var tidigare svåra att notera då revisionskvalitén var låg. Kvalitén drogs ner av att revisorn antingen inte var tillräckligt kunnig, oberoende eller förtroende mellan revisorn och kunden existerade inte. Eftersom det fanns en konstant osäkerhet var högre krav ställda på rapporteringen. Då kraven blev tillräckligt höga ledde det till ändringar i lagen. Förändringen påverkar mest den externa rapporteringen. Det ska det tydligare komma fram var de största riskerna med företagens årsredovisning ligger.